# 蝶結びアミュレット
「蝶結びアミュレット」（ちょうむすびアミュレット）は、Mia REGINAの2枚目のシングルとして2016年10月26日にLantisから発売された。

## 概要
前作「ETERNALエクスプローラー」より2か月ぶりのリリース。表題曲は、WHITE FOXにとって初の完全オリジナルアニメ『装神少女まとい』のOP主題歌に起用。
和テイストとロックが融合したメロディラインで、ライブでも盛り上がるMia REGINAを代表する1曲。
また、c/w曲の「Magnetic」は壮大な世界観を感じさせるアッパーチューンに仕上がっている。
2016年11月5日(土)に東京ドームシティ ラクーアガーデンステージ、翌日11月6日(日)大阪 くずはモールにて、発売記念ミニライブ＆特典お渡し会が開催されてデビューシングル「ETERNALエクスプローラー」から3曲＆本作から2曲の計5曲の持ち曲すべてが披露された。

## 収録曲
1. 蝶結びアミュレット [4:42]
作詞：真崎エリカ　作曲：桑原聖（Arte Refact）　編曲：山本恭平（Arte Refact）
2. Magnetic [4:04]
作詞：ささかまリス子　作曲・編曲：大竹智之
3. 蝶結びアミュレット（Instrumental）
4. Magnetic（Instrumental）